# Tiers monde

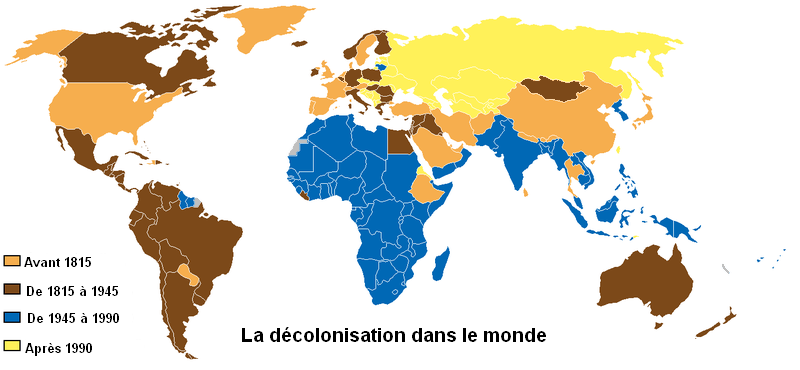
Carte décrivant sommairement la chronologie de l'accès à l'indépendance, et les phases du processus de décolonisation.

L'expression tiers monde, ou tiers-monde,  lancée en 1952, se rapporte à l'ensemble des pays africains, asiatiques, océaniens ou du continent américain en carence de développement. Ce terme est considéré comme obsolète par certains, au profit de celui de pays les moins avancés (PMA).
Les termes premier monde, second monde et tiers monde ont été employés pour regrouper les nations en trois grandes catégories. Ces trois termes ne sont pas apparus simultanément. Après la Seconde Guerre mondiale, l’OTAN et le Pacte de Varsovie ont été considérés comme les deux grands blocs. Le nombre de pays faisant partie de ces deux blocs n’étant pas fixé de manière précise, on s’est finalement aperçu qu’un grand nombre de pays ne rentraient dans aucune de ces deux catégories.
En 1952, le démographe français Alfred Sauvy et le sociologue Georges Balandier inventent le terme « tiers monde » pour désigner ces pays. La fameuse expression « Tiers Monde », est initialement publiée dans un article dans L'Obs écrit en 1952 par Sauvy : « Nous parlons volontiers des deux mondes en présence, de leur guerre possible, de leur coexistence, etc. oubliant trop souvent qu'il en existe un troisième, le plus important […] C'est l'ensemble de ceux que l'on appelle […] les pays sous-développés […]. Ce Tiers Monde ignoré, exploité, méprisé […] veut, lui aussi, être quelque chose ». L'expression « le tiers monde », du fait de son caractère générique ne doit toutefois pas occulter les spécificités historiques et le contexte socio-politique de chacun des pays censés y correspondre.

## Définitions

L'indice de développement humain de l'ONU, ici en 2023, est un index quantitatif utilisé par certains pour décrire approximativement le tiers monde.

Le tiers-monde décrit la réalité complexe, transitoire et chaotique s'inscrivant dans le décalage croissant qui nait entre monde traditionnel et monde moderne à partir de la révolution industrielle (qui débute en Angleterre vers la fin du XVIIIe siècle). On remarque cependant qu'à cette époque, si en Amazonie, et dans certaines régions d'Afrique, et d'Asie, les hommes vivent dans un âge proche de l’âge de la pierre taillée, d’autres en Chine et en Inde se trouvent à un niveau de vie supérieur à celui de l’Angleterre du XVIIIe – XIXe siècle. L’historien Christopher Alan Bayly l’a éminemment montré dans son ouvrage La Naissance du monde moderne.
L'idéologie anti-tiers-mondiste insiste sur le fait qu'il s'agit d'une réalité très hétérogène, et conclut à l'existence de « plusieurs » tiers mondes. Cela en fonction des perspectives envisagées.
Dans l'inégalité économique, l'expression correspond à l'ensemble des pays pauvres, soit les pays les moins avancés et les pays en développement. Dans cet esprit, le quart monde (proposé par Joseph Wresinski en 1969) fait référence à cette couche de population la plus défavorisée, ne disposant pas des mêmes droits que les autres, et existant dans tous les pays, qu'ils soient riches ou pauvres.
Dans les rapports nord-sud avec « des Suds » faisant face à « un Nord » plutôt occidental et compris comme « développé », l'expression fait alors référence à des « pays dépendants du monde capitaliste », ou des « pays appauvris et surexploités ». Ils « ont le trait commun de n'avoir pas ou peu connu, pour des raisons diverses, la révolution industrielle au XIXe siècle », ou la prospérité qui a suivi la Renaissance en Europe, et favorisé la colonisation ou la domination des autres territoires. On notera également que cette vision doit être réactualisée avec l'apparition des pays émergents et des nouveaux pays industrialisés, ainsi que des organisations ou des regroupements à caractère économique et/ou politique (comme les pays pétroliers).
Dans la géopolitique comme Georges Balandier (en 1956), l'expression désigne « la revendication des tierces nations qui veulent s'inscrire dans l'Histoire ». À la suite de la décolonisation et de la Conférence de Bandung, certains de ces pays se sont regroupés au sein de l'organisation internationale du mouvement des non alignés.

## Terminologie

Le monde au début de la guerre froide, en 1959.

Le monde à la fin de la guerre froide, en 1980, polarisé entre les deux superpuissances. Les autres États sont les non alignés.

L'expression « tiers monde » apparait, comme une formule, dans la chute d'une chronique de l'économiste et démographe français Alfred Sauvy en 1952, en référence au tiers état de l'Ancien Régime français dont parlait l'abbé Sieyès dans son pamphlet. 

« Car enfin ce tiers monde ignoré, exploité, méprisé comme le tiers état, veut lui aussi, être quelque chose. »

— « Trois mondes, une planète », L'Observateur, 14 août 1952.
L'auteur de l'expression la désavoue cependant en 1988 dans un article du Monde : « Que l'on permette au créateur de l'expression tiers-monde, il y a déjà près de quarante ans, de la répudier, tant elle fait oublier la diversité croissante des cas. Englober dans le même terme les pays d'Afrique noire et « les quatre dragons » ne peut mener bien loin. »
Le terme est à nouveau très discuté après sa reprise par Georges Balandier en 1956, dans leur publication à l'INED (voir en bibliographie). Il désigne les pays du globe considérés alors comme « sous-développés ».
On interprète dès le début leur proposition, à tort (Balandier, 2003), comme le regroupement des pays n'appartenant ni au bloc occidental (Amérique du Nord, Europe de l'Ouest, Japon, Israël, Australie…), ni au bloc communiste (URSS, Chine, Europe de l'Est…). La chute du mur de Berlin et la dislocation de l'Union soviétique ont de toute façon rendu ce caractère obsolète.
En 2003, dans sa réponse à une question de Jean-Marc Biais « Peut-on encore parler de « tiers-monde », mot que vous avez inventé, en 1956, avec Alfred Sauvy ? », Balandier maintient son terme :
« Cette expression a connu un succès planétaire. Mais, souvent, elle a suscité des malentendus. Pour nous, il ne s'agissait pas de définir un troisième ensemble de nations, à côté des deux blocs (capitaliste et soviétique) en guerre froide. Non, c'était une référence au tiers état de l'Ancien Régime, cette partie de la société qui refusait de « n'être rien », selon le pamphlet de l'abbé Sieyès. Cette notion désigne donc la revendication des tierces nations qui veulent s'inscrire dans l'Histoire. Après une longue éclipse, l'initiative est reprise aujourd'hui par quelques pays en cours de modernisation : le Brésil, l'Inde, l'Afrique du Sud. Lors de la récente conférence de Cancun, ils ont affirmé une forte identité face aux puissances occidentales. N'est-ce pas le début d'une renaissance du tiers-monde ? »
Cependant, dans le cadre des sciences géographiques, démographiques, sociales ou économiques, l'expression « Tiers-Monde » est désuète depuis 1997 : on parle de pays les moins avancés (PMA).

## Débats actuels
- OTAN, OSCE
- OCS, OTSC
- CPS[13]
- Conseil de Défense de l'Amérique du Sud

Les grandes alliances militaires
OTAN, OSCE
OCS, OTSC
CPS
Conseil de Défense de l'Amérique du Sud

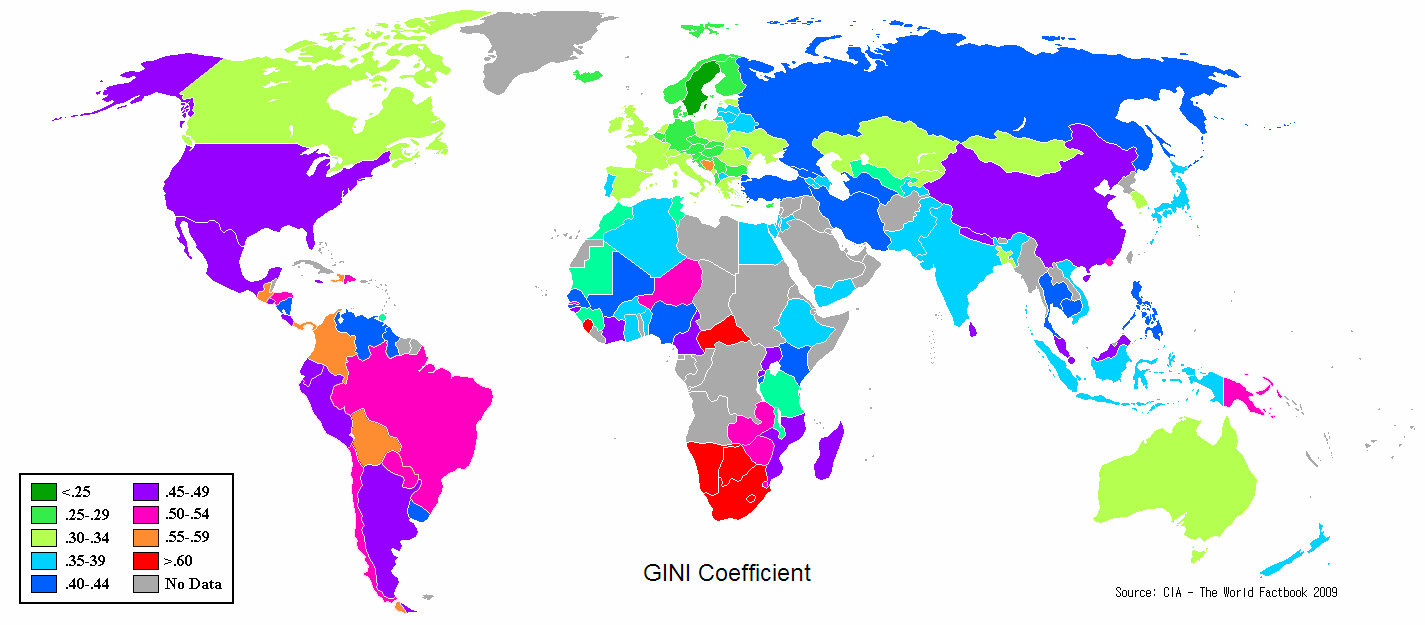
Inégalité des revenus au sein des pays, mesuré parle coefficient de Gini (Rapport sur le développement humain 2008/2009).

Certains hommes et femmes politiques et économistes s'interrogent sur « la fin du tiers monde » dans la perspective d'un monde multipolaire où la pauvreté serait « combattue » (Robert Zoellick).
Effectivement, l'expression tiers monde est de plus en plus rarement utilisée en économie (voir la typologie économique des pays), bien que l'on parle toujours de la dette du tiers monde. Cependant, son usage perdure dans divers contextes (politiques, historiques, anthropologiques, sociologiques, idéologiques), mais y est critiquée comme étant, alternativement, idéaliste, révolutionnaire ou néo-impérialiste.

## Conférences internationales
Plusieurs réunions, dont certaines sont dites « Sommets du mouvement des non alignés » ou d'autres « Conférences Tricontinentales », ont parfois réuni ces pays autour d'une politique commune :
- Conférence asiatique de New Delhi de 1947
- Conférence asiatique de New Delhi de 1949
- Conférence de Bandung de 1955
- Conférence de Brioni de 1956
- Conférence du Caire de 1957
- Conférence de Belgrade de 1961
- Conférence tricontinentale de La Havane de 1966
- Conférence d'Alger de 1973

## Agriculture
L'agriculture est, dans les pays du tiers-monde, un facteur économique primordial.

### Sur le tiers monde
- Vijay Prashad (trad. de l'anglais), Les Nations obscures : Une histoire populaire du tiers-monde [« The Darker Nations : a people's history of the third world, New York, 2007  (ISBN 978-1-595-58342-0) »], Montréal, 2009 (ISBN 978-2-923165-60-8, présentation en ligne).
- René Gallissot, « Mehdi Ben Barka et la Tricontinentale », Le Monde diplomatique,‎ octobre 2005, p. 21 (lire en ligne).
- (en) John M. Hobson, The Eastern origins of Western civilisation, Cambridge (U.K.) et New York, 2004 (ISBN 0-521-83835-5).
- Jean-Marie Harribey (dir.), [Attac], Le développement a-t-il un avenir ? : pour une économie solidaire et économe, Paris, 2004 (ISBN 2-84205-832-1).
- Sophie Bessis, L'Occident et les Autres : histoire d'une suprématie, Paris, 2006, 3e éd. (1re éd. 2001) (ISBN 978-2-7071-4255-9).
- Immanuel Wallerstein, « C’était quoi, le tiers-monde ? », Le Monde diplomatique,‎ août 2000, p. 18-19 (lire en ligne).
- (en) Arturo Escobar, Encountering Development : The Making and Unmaking of the Third World, Princeton (NJ), 1994 (réimpr. 1995) (ISBN 0-691-03409-5, présentation en ligne).
- Eric Hobsbawm, L'Âge des extrêmes : le court vingtième siècle 1914-1991 [« The Age of extremes : the short twentieth century, 1914-1991, 1994,  (ISBN 0718133072) »], Paris, André Versaille, 1999 (réimpr. 2008) (ISBN 978-2-87495-011-7), p. 449-482 (chap. 12), 563-596 (chap. 15) et 805 (index).
- Jean-Jacques Friboulet, « Tiers Monde », dans Encyclopædia Universalis, Paris, 2004 [env. 1994] (présentation en ligne).
- Frantz Fanon, Les Damnés de la terre, Paris, 2002 (1re éd. 1961) (ISBN 2-7071-4281-6).

### Sur l'origine du terme
- Jacques Veron, « L'INED et le Tiers Monde », Population, Paris, no 6,‎ 1995, p. 1565-1578 (DOI 10.2307/1534468, www.persee.fr/doc/pop_0032-4663_1995_num_50_6_5885).Résumé en en-tête : « L'expression « Tiers Monde », créée par A. Sauvy en 1952, a mis de nombreuses années à s'imposer pour remplacer celle de « pays sous-développé ». Dans l'article fondateur ce n'est, selon Y. Lacoste, qu'un heureux jeu de mots du chroniqueur de L'Observateur. Curieusement, l'expression est presque totalement absente du Cahier 27, Tiers Monde, sous-développement et développement, paru en 1956. Il est vrai qu'à cette époque A. Sauvy, victime d'un « grave accroc de santé », ne put coordonner les travaux et demanda à G. Balandier de faire la présentation des différents chapitres. Il ne donne à ce recueil le titre de Tiers Monde qu'au moment de l'impression et il n'y introduisit la formule elle-même que lors de la 2e édition, en 1961, dans une mise à jour qui précède la reproduction du texte initial. Plus tard, A. Sauvy préfère parler de « pays pauvres », car « les différences entre ces pays sont devenues si grandes de divers points de vue que l'expression « Tiers Monde » est devenue un moyen commode d'éviter les discriminations nécessaires ». C'est à cette discussion sur les « Tiers Mondes » que nous renvoie ici Jacques Véron par sa lecture des travaux consacrés par l'INED aux problèmes du développement et aux pays qui en souffrent. »
- Georges Balandier, « Le « Tiers Monde » : sous-développement et développement [dit Cahier sur les pays sous-développés] – Présentation d'un cahier de l'I.N.E.D. », Population, Paris, no 4,‎ 1956, p. 737-741 (ISSN 0071-8823, lire en ligne).
- Alfred Sauvy, « Trois Mondes, une planète », L'Observateur politique, économique et littéraire, Paris, no 118,‎ 14 août 1952, p. 14 (lire en ligne, consulté le 5 octobre 2014).
- « Professor Alfred Sauvy », dans Revista Brasileira de Estatística, 12, vol. 47, Rio de Janeiro, 1951, p. 366-367 (en ligne).Séjour au Brésil au cours duquel Sauvy a parlé de « trois mondes », mais sans mention dans ce texte.

### Sur les tiers-mondistes
- Maxime Szczepanski-Huillery, « « L’idéologie tiers-mondiste » : Constructions et usages d’une catégorie intellectuelle en « crise » », Raisons politiques, Paris, vol. 18, 2005-2,‎ 2005, p. 27-48 (ISSN 1291-1941, DOI 10.3917/rai.018.0027, lire en ligne). Résumé en en-tête : « À partir d’une analyse des polémiques qui se développèrent à la fin des années 1970, en France, autour de la « crise du tiers-mondisme », cet article vise à décrire les processus de construction et les usages d’une catégorie politique stigmatisée. Partant de la production discursive autour du tiers-mondisme, ce texte repère et analyse en premier lieu le travail définitionnel opéré par les différents commentateurs afin de dresser l’« arbre généalogique » du tiers-mondisme. Revenant ensuite sur l’un des épisodes centraux de la « crise », en 1985, il s’attarde sur les trajectoires de certains de ses protagonistes, avant d’étudier comment des « tiers-mondistes » tentèrent, sans succès, de s’emparer de l’étiquette et de retourner le stigmate. In fine, l’analyse de cette catégorie renseigne peut-être plus sur ceux qui l’utilisent que sur ceux qu’elle entend désigner. Plus généralement, ses usages illustrent la manière dont les « crises » intellectuelles contribuent pour partie à rassembler, à homogénéiser puis à durcir, sous la forme consacrée de l’« idéologie », des courants de pensée et des modalités d’action perçus a priori comme hétérogènes. »
- Benjamin Buclet, Le Marché international de la solidarité : les organisations non gouvernementales en Amazonie brésilienne (Thèse sous la dir. Afrânio Garcia), Paris, 17 juin 2004 (présentation en ligne).Buclet remarque, p. 49 : « En réalité les fondements du tiers-mondisme sont à rechercher bien plus loin que la conférence de Bandoung. Le parcours du Père Lebret (qui fut à l’origine de l’encyclique le plus célèbre de la « théologie de la libération » Populorum progressio - voir Pelletier, 1996) est exemplaire sur ce point et montre que l’on trouve, derrière l’engagement pour la réduction des inégalités Nord-Sud, l’utopie communautaire chrétienne. Ainsi, « le développement communautaire, puis autocentré, puis participatif – vocable qui apparaissent comme des crédos en partie déchus bien qu ́ils soient encore utilisés – est propice à penser le développement comme une aventure collective, dans un contexte pastoral et biblique, sous la main bienveillante de Dieu qui, justement, reconnaît les siens » (Hours, 1998:34). Le tiers-mondisme apparaît donc comme un courant idéologique nourri, d’un côté, par le communautarisme chrétien et, de l’autre, par les courants politiques de gauche. »
- Yves Lacoste, Contre les anti-tiersmondistes et contre certains tiersmondistes, Paris, La Découverte, 1985 (ISBN 978-2-7071-1572-0).